# Italiani nel Mondo
Italiani nel Mondo (InM) era un partito politico italiano, fondato nel settembre del 2006.
In precedenza, nel 2000, InM si era costituito come semplice associazione, fondata dal giornalista Sergio De Gregorio, con l'obiettivo di diffondere e promuovere l'immagine dell'Italia e degli italiani nel mondo. A tal fine, l'associazione ha allestito anche un canale televisivo satellitare (Italiani nel mondo Channel). Ha finito la sua esistenza entrando nel Popolo della Libertà.

## Le elezioni politiche del 2006: con Di Pietro e l'Unione
L'associazione ha partecipato alle elezioni politiche del 2006 a seguito di un accordo federativo con l'Italia dei Valori di Antonio Di Pietro. Nelle liste per le circoscrizioni estere il logo dell'associazione era presente nel simbolo del partito di Di Pietro. Il presidente Sergio De Gregorio (con precedenti nel Partito Socialista Italiano, in Forza Italia e Democrazia Cristiana per le Autonomie) è risultato eletto al Senato in Campania.
Subito dopo le elezioni è tuttavia risultato al centro di un caso politico: in Commissione Difesa si è fatto eleggere presidente con i voti del centrodestra contro il centrosinistra. Successivamente, il suo atteggiamento in aula è stato piuttosto ondivago ed imprevedibile. Fautore della cosiddetta "Grande Coalizione" sul modello tedesco, De Gregorio si è progressivamente allontanato dalla maggioranza di governo, per spostarsi su posizioni vicine all'opposizione di centrodestra.
Questa mossa del senatore De Gregorio ha avuto il risultato di molti malumori all'interno della coalizione di Governo, L'Unione, che ha più volte accusato De Gregorio di ambiguità, di essere un trasformista e di aver sfruttato l'Italia dei Valori per entrare in Parlamento.
In seguito alla crisi del Governo Prodi II, il 21 febbraio 2007, e alla successiva richiesta di fiducia da parte di Romano Prodi, Italiani nel Mondo ha negato la fiducia al governo, passando ufficialmente all'opposizione.

## La nascita del partito
A metà settembre del 2006 De Gregorio ha annunciato la fine dell'accordo con Antonio Di Pietro e la trasformazione dell'associazione in Movimento Politico autonomo.
Il partito ha raccolto l'adesione iniziale della deputata ex-Italia dei Valori e presidente di Federcasalinghe Federica Rossi Gasparrini (che poi però si sfila dal movimento e aderisce ai Popolari UDEUR). Hanno manifestato un iniziale interesse al movimento la Democrazia Cristiana - Scudo Crociato - Libertas di Angelo Sandri (che ha però successivamente preferito il progetto di una Federazione Democristiana) e la Lega per l'Autonomia - Alleanza Lombarda del sottosegretario allo sport del governo Prodi II Elidio De Paoli (che tuttavia in occasione delle consultazioni elettorali si è sempre presentata in modo autonomo).
Hanno stretto un accordo alcuni piccoli movimenti politici e culturali:
- il movimento di Rinascita Socialdemocratica di Luigi Preti;
- il movimento Cattolici Popolari - Viva la Gente;
- l'associazione politico-culturale Centro Democratico Cristiano presente prevalentemente in Calabria.

## Progetto: dalla "grande coalizione" alla Casa delle Libertà
Italiani nel Mondo al momento della nascita puntava a costruire in Italia una "grande coalizione" che tagli le ali estreme dei due poli e metta insieme le componenti moderate di destra e sinistra.
Il leader di questo governo di larghe intese era stato individuato da De Gregorio nel presidente del Senato Franco Marini.
Nel dicembre 2006 in occasione del voto di fiducia al governo Prodi per la Finanziaria 2006 De Gregorio ha votato contro lamentando eccessivi tagli al bilancio della Difesa e prendendo decisamente le distanze da centrosinistra.
In occasione delle amministrative del 2007 il movimento è di fatto entrato a far parte della Casa delle Libertà.

## Amministrative 2007
In occasione delle amministrative del 2007 De Gregorio tenta di presentarsi come candidato sindaco di  Genova, ma la lista non viene accolta. Il movimento si presenta prevalentemente nel sud Italia, in particolare in Sicilia eleggendo alcuni consiglieri comunali, quasi sempre alleata con la Casa delle Libertà.